# RESAL

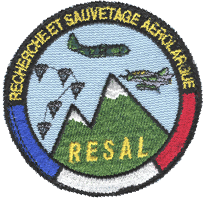

L'équipe RESAL (équipe de Recherche Et Secours AéroLarguée) est une unité spéciale de l'armée française montée pendant la guerre d'Afghanistan et déployée préventivement au Tadjikistan, qui avait pour mission de récupérer des pilotes français en cas d'éjection.
L'équipe RESAL a été créée spécialement pour pouvoir secourir les équipages des six Mirage 2000D de l'Armée de l'air déployés à Manas (Kirghizistan) dans le cadre de la mission Héraklès pendant la guerre d'Afghanistan, au cas où ils auraient à s'éjecter. En effet, les zones survolées par ces pilotes étaient situées à très haute altitude (notamment les montagnes du Pamir dont certains culminent à plus de 7 000 m), compliquant grandement les opérations de récupération. Il s'agit de missions de sauvetage type SAR (Search And Rescue), et non RESCO (Recherche et sauvetage au combat) ou CSAR (Combat Search And Rescue), les missions prévues devant se faire dans des zones vides d'ennemis.
L'équipe RESAL, déployée à Douchanbé (Tadjikistan) du 2 mars au 30 septembre 2002, comptait 18 hommes : 15 hommes du commando parachutiste de l'air n° 10 dont un médecin, un transmetteur de l'Armée de l'air et deux guides des pelotons de gendarmerie de haute montagne de Briançon et de Chamonix.
La mission-type dévolue à l'équipe RESAL devait se dérouler ainsi : en cas d'éjection des deux membres d'équipage d'un Mirage 2000D, l'équipe RESAL devait être déployée sur la zone soit par des hélicoptères Mi-8 tadjiks ou kirghizes, soit par saut en parachute à haute altitude, sous oxygène (SOTGH). Trois hommes du CPA-10 étaient qualifiés pour le saut en tandem, et devaient transporter les PGHM et le médecin du commando, qui, eux, n'étaient pas brevetés pour de tels sauts. Sur le terrain, l'équipe devait trouver les équipages, éventuellement les soigner, et les transporter jusqu'à une zone permettant aux hélicoptères de se poser pour rembarquer l'équipe et les pilotes.
Toutefois l'équipe n'a pas eu à lancer d'opérations, aucun appareil n'ayant été abattu. Elle a procédé pendant son déploiement à un certain nombre d'exercices, dont des sauts et des entraînements à la progression en altitude dans les montagnes tadjikes, parfois sous les regards curieux des habitants.
D'un point de vue technique, les procédures d'aérolargage ont été établies en collaboration avec les parachutistes d'essai de l'ESOPE (escadron de survie opérationnelle et des parachutistes d'essai).[réf. nécessaire]